# Polyommatus baytopi
Polyommatus baytopi is een vlinder uit de familie van de Lycaenidae. De wetenschappelijke naam van de soort is voor het eerst gepubliceerd in 1959 door De Lesse.
De soort komt voor in Armenië.